# Медаль Франциска Скорины
Меда́ль Франци́ска Скори́ны (бел. Медаль Францыска Скарыны) — государственная награда Белоруссии, учреждённая Указом Президиума Верховного Совета Белорусской ССР № 2675-XI от 20 апреля 1989 года. Постановлением Верховного Совета Республики Беларусь № 3727-XII от 13 апреля 1995 года в положение о медали были внесены изменения (она стала располагаться не после наград СССР, а после медали «За трудовые заслуги»). Медаль вновь была утверждена Законом Республики Беларусь от 2 июля 1997 года № 49-З. На сегодняшний день всё, касающееся данной медали, как и всех остальных белорусских наград, регулируется Законом Республики Беларусь от 18 мая 2004 года № 288-З «О государственных наградах Республики Беларусь».

## Правила награждения
Медалью Франциска Скорины награждаются работники науки, образования и культуры за отличные достижения в профессиональной деятельности, значительный личный вклад в развитие и умножение духовного и интеллектуального потенциала, культурного наследия белорусского народа. Медалью могут награждаться и иностранные граждане.

## Правила ношения
Медаль носится на левой стороне груди и при наличии других медалей располагается после медали «За трудовые заслуги» (до 1995 года при наличии медалей СССР располагалась ниже их).

## Описание медали

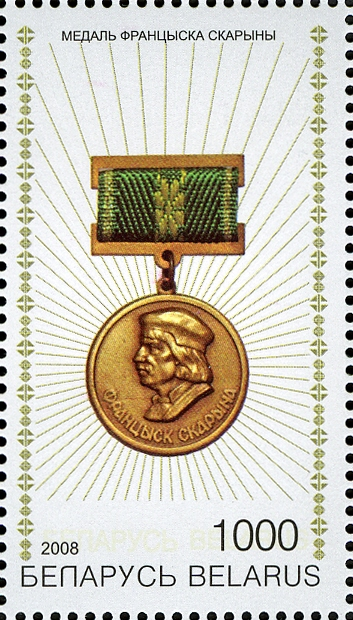
Почтовая марка с изображением старого дизайна медали

Вид медали не менялся в течение 20 лет её существования. Самое первое описание медали можно найти в Указе Президиума Верховного Совета Республики Беларусь № 2675-XI. На сегодняшний день описание медали было переписано в Указ Президента Республики Беларусь от 8 апреля 2005 года № 168.
Медаль изготовляется из томпака и имеет форму правильного круга диаметром 32 мм. На лицевой стороне медали размещены рельефное изображение Франциска Скорины и выпуклая надпись бел. «Францыск Скарына» в нижней части круга. На оборотной стороне медали «сигнет» — печатный знак Франциска Скорины. Края медали окаймлены бортиком.
Медаль при помощи ушка и овального звена соединяется с прямоугольной колодкой, имеющей по бокам выемку. Вдоль основания колодки идут прорези, внутренняя её часть покрыта шёлковой муаровой лентой зелёного цвета шириной 24 мм. Посередине ленты жёлтая полоса национального орнамента шириной 8 мм. Лента окаймлена позолоченной нитью шириной 2 мм.

### После изменений
Указом Президента Республики Беларусь № 184 (подписан 25 мая 2017 года) был значительно изменён внешний вид Медали Франциска Скорины.
Теперь Медаль Франциска Скорины имеет форму круга диаметром 33 мм. На лицевой стороне медали в центре расположены позолоченное рельефное изображение Франциска Скорины и надпись «Францыск Скарына». Обратная сторона медали имеет гладкую поверхность.
Медаль при помощи ушка и кольца соединяется с прямоугольной колодкой высотой 48 мм и шириной 33 мм. В нижней части колодки расположены дубовые ветви золотистого цвета. Колодка обтянута муаровой лентой темно-бордового цвета шириной 30 мм с двумя продольными полосками золотистого цвета шириной 0,5 и 1,5 мм, расположенными на расстоянии 1 мм от края ленты. В центре колодки размещен знак «сигнет».
Медаль изготавливается из томпака с серебрением и позолотой.

## Награждения
Медаль Франциска Скорины — первая по времени учреждения из современных белорусских наград. Первый Указ о награждении медалью был подписан 11 сентября 1990 года. Медалью были награждены: учитель белорусского языка и литературы Белокоз Александр Николаевич, писатель Гилевич Нил Семёнович, историк Ермолович Николай Иванович, заведующий редакцией истории БССР издательства «Белорусская Советская Энциклопедия» Ткачёв Михаил Александрович.